# Ferit Tüzün
Ferit Tüzün (* 24. April 1929 in Istanbul; † 21. Oktober 1977 in Ankara) war ein türkischer Komponist und Dirigent.

## Leben
Im Istanbuler Stadtteil Eyüpsultan geboren, wuchs Ferit Tüzün auf Kınalıada auf, wo er seine frühe schulische Ausbildung erhielt. Nach dem Tod seines Vaters Mustafa Rahmi Bey zog er zu seiner Schwester Bedriye Tüzün nach Ankara, wo er das Atatürk-Gymnasium (Ankara Atatürk Lisesi) besuchte. Durch die Gesangsausbildung der Schwester kam er bereits früh mit Musik in Berührung. Er lernte Ulvi Cemal Erkin kennen, der entscheidenden Einfluss auf seine musikalische Entwicklung haben sollte. Am Staatskonservatorium Ankara studierte er zunächst Klavier, dann auf Anraten von Erkin und Necil Kâzım Akses auch Komposition. Nach seinem 1949 bzw. 1951 jeweils mit Auszeichnung erfolgten Abschluss wurde er für zwei Jahre Assistent von Akses an der Kompositionsabteilung. 1952 brachte das Symphonieorchester der Stadt Istanbul unter der Leitung seines Chefdirigenten Cemal Reşit Rey Tüzüns noch während des Studiums komponiertes erstes Orchesterwerk Ninni (Wiegenlied) zur Uraufführung. Nach dem Sieg bei einem Wettbewerb des Türkischen Erziehungsministeriums erhielt er 1954 ein Stipendium für die Musikakademie in München, wo er zunächst Schüler von Fritz Lehmann und nach dessen Tod von Adolf Mennerich und Gotthold Ephraim Lessing wurde. Zusätzlich nahm er auch Kompositionsunterricht bei Karl Amadeus Hartmann und Carl Orff. 1958 konnte er das Stipendium für ein Jahr verlängern, in dem er als Dirigent an der Münchner Staatsoper arbeitete und Konzerte in mehreren deutschen Städten gab. Nach seiner Rückkehr in die Türkei wurde Tüzün 1959 Dirigent und im Januar 1977 Generaldirektor am Staatlichen Opern- und Balletttheater Ankara. Daneben ging er einer Lehrtätigkeit am Konservatorium von Ankara nach. Ferit Tüzün starb am 21. Oktober 1977 an den Folgen eines Herzinfarkts. Er wurde auf dem Karşıyaka-Friedhof in Ankara beigesetzt.
Mit seinem kompositorischen Schaffen setzte Tüzün den von den „Türkischen Fünf“ (Akses, Erkin, Reşit Rey, Ferid Alnar und Ahmed Adnan Saygun) vorgegebenen Weg einer Erneuerung und Modernisierung der türkischen Kunstmusik im Sinn der Säkularisierung auch der Kultur durch die Reformbestrebungen Mustafa Kemal Atatürks und die Angleichung an klassische europäische Modelle in Verknüpfung mit nationalen Elementen in der nächsten Generation fort. Eine wichtige Rolle spielt in vielen Werken die Verwendung von Elementen der anatolischen und anderer türkischer Volksmusik.

## Preise und Auszeichnungen (Auswahl)
- 2000: Goldene Ehrenmedaille der Sevda-Tunalı- und Cenap-And-Musikstiftung (postum)[1][2]

## Werke (Auswahl)

### Bühne
- Çeşmebaşı. Ballett (1964)
- Midas'ın Kulakları (König Midas‘ Ohren). Satirische Oper nach einem Libretto von Güngör Dilmen (1966–1969)

### Orchesterwerke
- Ninni (Wiegenlied) (1950)
- Symphonie (1952)
- Atatürk nach einem Gedicht von Cahit Külebis (1952)
- Anatolien. Suite (1954)
- Türkisches Capriccio (1956)
- Nasreddin Hodscha. Humoreske für Orchester (1956)
- Çeşmebaşı. Suite aus dem Ballett (1964)
- Esintiler (1965)
- Söyleşi (1973)

### Duo und Kammermusik
- Klaviertrio (1950)
- Duo für Violine und Klavier (1950)

### Klavier solo oder vierhändig
- Klavierstücke (1948)
- Thema und Variationen (1950)
- Canzonetta und Gavotte (1950)

### Chor a cappella oder mit Begleitung
- Sechs Volkslieder für gemischten Chor (1964)

## Diskographie (Auswahl)
- Anatolische Suite – Münchner Philharmoniker, Dirigent: Hikmet Şimşek – auf: Erkin, Tüzün: Orchesterwerke (TRT, LP 1976)
- Esintiler – Budapester Philharmoniker, Dirigent: Hikmet Şimşek – auf: Vier Orchesterwerke aus der Türkei (Hungaroton SLPX 12073, LP 1977 und HCD 31455, CD 1985)
- Klaviertrio – Bosphorus Trio – auf: Turkish Piano Trios (Naxos 8.579071, CD 2020)